# Euryarchaeota
Euryarchaeota je velká skupina archeí, poprvé popsaná jako říše Woesem, Kandlerem a Wheelisem roku 1990 v rámci vzniku nové domény Archaea. V současnosti (r. 2024) po doplnění o nově objevené příbuzné linie archeí, je buďto opět povýšena na říši Methanobacteriati, nebo je pod novým platným jménem Methanobacteriota považována za jeden z jejích kmenů.
Název (eury) odkazuje na rozmanitost prostředí, v nichž žijí archea řazená do tohoto kmene, a na různorodost jejich metabolických drah. Euryarchaeota jsou definována svým speciálním typem archeálních ribozomů. Právě na základě genů pro rRNA malé ribozomální podjednotky jsou tato archea jednoznačně určena.
Do Euryarchaeota patří pestré spektrum organismů. Významní jsou metanogeni, kteří produkují metan a mohou se vyskytovat v různých prostředích včetně střev, dále halobakterie (též Haloarchaea), které jsou schopné žít ve vysokých koncentracích solí (halofilové), a také někteří extrémně termofilní aerobové a anaerobové.
Buňky euryarchaeot mohou mít rozmanitý tvar, nejen koky a tyčinky, ale též různé nepravidelné koule, spirily, buňky ve tvaru lancetové břitvy nebo disku, trojúhelníky či čtverce. Mohou se barvit grampozitivně i gramnegativně.

## Systém
Taxonomie Národního střediska pro biotechnologické informace (NCBI), taxonomické ranky dle LPSN:
Říše: Methanobacteriati (Garrity and Holt 2023) Oren and Göker 2024 (= Euryarchaeida Luketa 2012)
- Kmen: Halobacteriota** Chuvochina et al. 2024
  - Třída: Methanosarcinia Chuvochina et al. 2024 (= Methanocellia*** Chuvochina et al. 2024)
    - Řád: Methanocellales Sakai et al. 2008
    - Řád: Methanosarcinales Boone et al. 2002 (= Halomebacteria Cavalier-Smith 1986; = Methanotrichales***** Akinyemi et al. 2021)
- Kmen: Methanobacteriota Garrity and Holt 2023 (= Euryarchaeota Garrity and Holt 2002)
  - Třída: Archaeoglobi Garrity and Holt 2002
    - Řád: Archaeoglobales Huber and Stetter 2002
    - Řád: Candidatus Mnemosynellales* Adam et al. 2022

  - Třída: Candidatus Methanoliparia* Borrel et al. 2019
    - Řád: Candidatus Methanoliparales* Borrel et al. 2019

  - Třída: Methanonatronarchaeia Sorokin et al. 2018
    - Řád: Methanonatronarchaeales Sorokin et al. 2018

  - Třída: Candidatus Ordosarchaeia*** Zhao et al. 2024
    - Řád: Candidatus Ordosarchaeales*** Zhao et al. 2024

  - Třída: Candidatus Theionarchaea Lazar et al. 2017
  - Třída: Thermococci Zillig and Reysenbach 2002 (= Protoarchaea Cavalier-Smith 2002)
    - Řád: Thermococcales Zillig et al. 1988

  - skupina Methanomada
    - Třída: Methanobacteria Boone 2002 (= Archaeobacteria Murray 1988)
      - Řád: Methanobacteriales Balch and Wolfe 1981

    - Třída: Methanococci Boone 2002 (= Methanothermea Cavalier-Smith 2002)
      - Řád: Methanococcales Balch and Wolfe 1981

    - Třída: Methanopyri Garrity and Holt 2002
      - Řád: Methanopyrales Huber and Stetter 2002

  - skupina Stenosarchaea
    - Třída: Candidatus Methanofastidiosia* Nobu et al. 2016
      - Řád: Candidatus Methanofastidiosales* Rinke et al. 2021

    - Třída: Candidatus Nanohaloarchaea* Narasingarao et al. 2012 (= Candidatus Nanosalinia Rinke et al. 2021)
    - Třída: Halobacteria Grant et al. 2002
      - Řád: Halobacteriales Grant and Larsen 1989 (= Haloarchaeales DasSarma and DasSarma 2008; = Haloferacales Gupta et al. 2015; = Natrialbales Gupta et al. 2015)
      - Řád: Halorutilales Durán-Viseras et al. 2023

    - Třída: Methanomicrobia* Garrity et al. 2005
      - Řád: Candidatus Alkanophagales* Wang et al. 2021
      - Řád: Methanomicrobiales Balch and Wolfe 1981
      - Řád: Candidatus Methanophagales  Borrel et al. 2019 
      - Řád: Methanotrichales***** Akinyemi et al. 2021

  - Methanobacteriota incertae sedis
    - Řád: Candidatus Proteinoplasmatales**** Yin et al. 2022
- Kmen: Thermoplasmatota** Chuvochina et al. 2024
  - Řád: Candidatus Lutacidiplasmatales**** Sheridan et al. 2022
  - Řád: Candidatus Yaplasmales Zheng et al. 2022 (= Candidatus Detorarchales Pallen and Alikhan 2021)

  - Třída: Candidatus Poseidoniia* Rinke et al. 2019 (= Candidatus Thalassarchaeia Martin-Cuadrado et al. 2015)
    - Candidatus Poseidoniales* Rinke et al. 2019

  - Třída: Thermoplasmata Reysenbach 2002
    - Řád: Candidatus Aciduliprofundales*** Rinke et al. 2021
    - Řád: Candidatus Gimiplasmatales* Hu et al. 2021
    - Řád: Candidatus Halarchaeoplasmatales**** Zhou et al. 2022
    - Řád: Candidatus Lunaplasmatales*** Zinke et al. 2021
    - Řád: Candidatus Sysuiplasmatales**** Yuan et al. 2021
    - Řád: Candidatus Thermoprofundales* Zhou et al. 2019
    - Řád: Methanomassiliicoccales Iino et al. 2013 (= Methanoplasmatales Paul et al. 2012)
    - Řád: Thermoplasmatales Reysenbach 2002